# Olympische Sommerspiele 2004/Teilnehmer (Albanien)
| Gelbes Symbol für Goldmedaillen mit stilisierten Olympischen Ringen | Graues Symbol für Silbermedaillen mit stilisierten Olympischen Ringen | Braundes Symbol für Bronzemedaillen mit stilisierten Olympischen Ringen |
| ------------------------------------------------------------------- | --------------------------------------------------------------------- | ----------------------------------------------------------------------- |
| —                                                                   | —                                                                     | —                                                                       |

Albanien nahm an den Olympischen Sommerspielen 2004 in der griechischen Hauptstadt Athen mit sieben Athleten, zwei Frauen und fünf Männern, teil.
Seit 1972 war es die fünfte Teilnahme Albaniens bei Olympischen Sommerspielen.

## Flaggenträger
Die Leichtathletin Klodiana Shala trug die Flagge Albaniens während der Eröffnungsfeier im Olympiastadion.

## Teilnehmer nach Sportarten

### Gewichtheben
- Gert Trasha
Federgewicht

- Theoharis Trasha
Mittelgewicht

### Leichtathletik
- Klodiana Shala
Frauen, 400 Meter Hürden

- Dorian Çollaku
Hammerwerfen

### Ringen
- Sahit Prizreni
Federgewicht, Freistil

### Schwimmen
- Kreshnik Gjata
50 Meter Freistil

- Rovena Marku
50 Meter Freistil